# OU-0902
La OU-0902, es una carretera comarcal perteneciente a la Red de Carreteras de la Diputación Provincial de Orense. Discurre íntegramente por la comarca de Viana hasta llegar al límite con la provincia de Zamora, la carretera une la OU-0901 con Sever y el embalse de Pias.

## Recorrido
El trazado de la OU-0902 comienza cerca de Santa Mariña de Froxais OU-0901  y transcurre en dirección oeste, por diversas aldeas como Santo Agostiño, Quintela de Umoso, Sever entre otras  hasta llegar al embalse de Pias donde esta el límite entre las provincias de Orense y Zamora (ZA-102 y OU-124).